# Departamento de San Justo (kommun i Córdoba)
Departamento de San Justo är en kommun i Argentina.   Den ligger i provinsen Córdoba, i den centrala delen av landet, 500 km nordväst om huvudstaden Buenos Aires. Antalet invånare är 190 182. Arean är 13 677 kvadratkilometer.
Terrängen i Departamento de San Justo är huvudsakligen platt, men västerut är den kuperad.
Trakten runt Departamento de San Justo består till största delen av jordbruksmark. Runt Departamento de San Justo är det glesbefolkat, med 14 invånare per kvadratkilometer.